# Ястребово (Тернопольская область)
Ястребово (укр. Яструбове) — село в Купчинецкой сельской общине Тернопольского района Тернопольской области Украины.
До 2020 года входило в Козовский район.
Код КОАТУУ — 6123088501. Население по переписи 2001 года составляло 1014 человек.

## Географическое положение
Село Ястребово находится на левом берегу реки Стрыпа,
выше по течению на расстоянии в 1,5 км расположено село Млинцы,
ниже по течению примыкает село Купчинцы,
на противоположном берегу — село Денисов.
Рядом проходят автомобильная дорога Т-2006 и
железная дорога, станция Денисов-Купчинке.

## История
- 1890 год — дата основания.

## Объекты социальной сферы
- Школа I—II ст.
- Клуб.
- Фельдшерско-акушерский пункт.